# Museo Castagnino+macro
El Museo Castagnino+macro es un museo de arte ubicado en la ciudad de Rosario. Está compuesto por dos sedes: una histórica, el Museo Municipal de Bellas Artes Juan B. Castagnino y otra contemporánea, el Museo de Arte Contemporáneo de Rosario (Macro). Es administrado por la Municipalidad de la ciudad.
Según el propio museo, cuentan con un patrimonio de alrededor de 4000 obras. Su primera sede, el Museo Municipal de Bellas Artes Juan B. Castagnino existe desde 1937, y en 2004, como anexo para contener las obras de arte contemporáneo que formaban parte del patrimonio, se crea el Macro. 
En sus inicios, el patrimonio de obras se conformó por la colección histórica heredada del primer Museo de Bellas Artes de 1920. La colección continuó acrecentándose a lo largo del siglo XX gracias a numerosas donaciones particulares entre las que se destacan los legados de las familias Castagnino y Astengo, legados de particulares como Carlés, Schiavoni, Minetti, Gonzalo Martínez Carbonell, Musto, Pedrotti, entre otros, a adquisiciones hechas por la Fundación Castagnino, por los gobiernos municipal y provincial, y a través de los tradicionales Salones de Otoño, el Salón de Artistas Plásticos Rosarinos, el Salón Rosario, y el Salón Nacional Rosario.
Este plan permanente de adquisiciones, que desde la inauguración del museo guardaba un interés particular por las vanguardias de cada época, fue determinante para la consolidación de un patrimonio importante de obras de arte contemporáneo. A mediados del 2001, frente a la magnitud e importancia del aumento del acervo de obras del Museo Castagnino, comenzó a sentirse la necesidad de ampliar el edificio para albergar la colección de arte argentino contemporáneo que ya excedía las capacidades del museo. Lo que iba a ser una ampliación, terminó por convertirse en un anexo, en un nuevo museo. Así surge el Museo de Arte Contemporáneo de Rosario, y conjuntamente, se unifican ambas sedes conformando un nuevo concepto, el Museo Castagnino+macro.

## Colección histórica
Desde el primer Museo de Bellas Artes de 1920 y a lo largo del siglo XX, el museo Castagnino ha reunido pinturas, esculturas y series de grabados del arte argentino de los siglos XIX y XX y varias piezas europeas de distintas épocas.
Entre las obras europeas se destacan tablas flamencas del siglo XVI, telas barrocas italianas y españolas, y obras francesas, españolas e italianas del siglo XIX. Además posee las cuatro series de grabados de Francisco de Goya.

## Colección de arte contemporáneo
La colección del Castagnino+macro cuenta con obras consideradas claves para el devenir del arte contemporáneo, como son los cinco grabados de Antonio Berni de la serie Juanito Laguna (1961), premiados en la XXXI Bienal de Venecia en 1963, el óleo “Concepto espacial” de Lucio Fontana (1951) y las pinturas ganadoras de los Premio Rosario de Juan Grela y Raquel Forner.  También, atesora pinturas de Juan Pablo Renzi y de los protagonistas de las vanguardias del siglo pasado, entre ellos: Raúl Loza, Enio Iommi, Alfredo Hlito, Luis Felipe Noé, Luis Wells, Kenneth Kemble, e inclusive, el paradigmático Grupo de Artistas de Vanguardia de Rosario de fines de los 60.  También son significativas las piezas más actuales de artistas de trayectoria como Oscar Bony, León Ferrari, Marta Minujin, Margarita Paksa, Alicia Herrero, Liliana Porter, Rogelio Polesello, Julio Le Parc, Guillermo Kuitca, Antonio Seguí, Nicolás García Uriburu, entre otros. 
No faltan en esta colección los rosarinos Adolfo Nigro, Graciela Carnevale, Claudio Girola, Nicola Constantino, Claudia del Río, Daniel García, Lila Siegrist, Mauro Machado, Graciela Sacco, Carlos Herrera, Román Vitali, Norberto Puzzolo, Fabián Marcaccio, Leo Battistelli, Raúl D´Amelio, Julio Pérez Sanz, etc.

### Lista de Publicaciones
- Arte Argentino Contemporáneo (colección de arte contemporáneo de Rosario). Castagnino+macro. Noviembre de 2004
- Carlos Trilnick, de Ticio Escobar y Carlos Trilnick. Año 2013.
- Claudia Del Río: cien imágenes huérfanas, por Reinaldo Laddaga. Agosto de 2000.
- Noemí Escandell'. Abril de 2013
- Román Vitali, por Marcelo Pacheco. Agosto de 2000.
- Graciela Sacco
  - Imágenes en turbulencia. Migraciones, cuerpos y memoria, por Andrea Giunta.
  - Arte, poder y ciudad. Conversaciones de Sacco con Rubén A. Chababo. Septiembre de 2000
- Julio Vanzo, por Fernando Farina. Octubre de 2001
- http://www.nicolacostantino.com.ar/ (enlace roto disponible en Internet Archive; véase el historial, la primera versión y la última)., por Fabián Lebenglik y Paulo Herkenhoff, 2001.
- Mauro Machado. Él es el principio (obra reciente), por Irma Aretizábal y Nancy Rojas. Octubre de 2002.
- Daniel García: Remordimientos, por Ana María Batistozzi y María Eugenia Spinelli. Noviembre de 2002
- Un patrimonio protegido. Restauración de obras maestras del Museo Juan B. Castagnino de Rosario. Ediciones Fundación Antorchas, abril de 2003.
- La sociedad de los artistas. Historias y debates de Rosario. Las visiones de los creadores desde los maestros de principios del siglo XX hasta las vanguardias pasadas y actuales, por Museo Municipal de Bellas Artes Juan B. Castagnino de Rosario. Marzo de 2004.
- Norberto Púzzolo: Antológica. Mayo de 2013.
- Augusto Schiavoni (1893-1942). Noviembre de 2005.
- Colección histórica del Museo J. B. Castagnino. Enero de 2007.
- Rodolfo Elizalde. 45 años de pintura. Agosto de 2008.
- Julio Rayón. Septiembre de 2008.
- Emilio Ghilioni. Septiembre de 2008.
- Papeles reencontrados. Conservación y catalogación de la colección de dibujos del Museo Castagnino+macro, octubre de 2008.
- Eduardo Serón, junio de 2009.
- M2, por Graciela Sacco, julio de 2009.
- Es contemporáneo?, por Roberto Echen, octubre de 2010.
- Cabildo abierto del Arte, noviembre de 2010.
- Rubén Porta, trabajo conjunto entre el Museo Castagnino+macro y la UNR.  Noviembre de 2010.
- Recetas. Las mejores sugerencias para mirar arte contemporáneo. Diciembre de 2010.
- Residencia en el mundo. Julio de 2011.
- Ediciones digitales #2. De azares, sueños y ficciones.
- Ediciones digitales #1. #Espacio. Primer número de la colección de publicaciones digitales del museo Castagnino+macro.
- Mele Bruniard. Agosto de 2012.
- Catálogo de la XI edición del Salón de Diseño Diario La Capital. Agosto de 2012.
- Catálogo de la XII edición del Salón de Diseño Diario La Capital. Septiembre de 2013.
- Ediciones digitales #3. Impreso en la Argentina. Recorridos de la gráfica social desde la colección del Museo Castagnino+macro. A 50 años del Gran Premio en Grabado a Antonio Berni en la Bienal de Venecia
- Ediciones digitales #4. Entresiglos. El impulso cosmopolita en Rosario.